# Australische Riesenstabschrecke

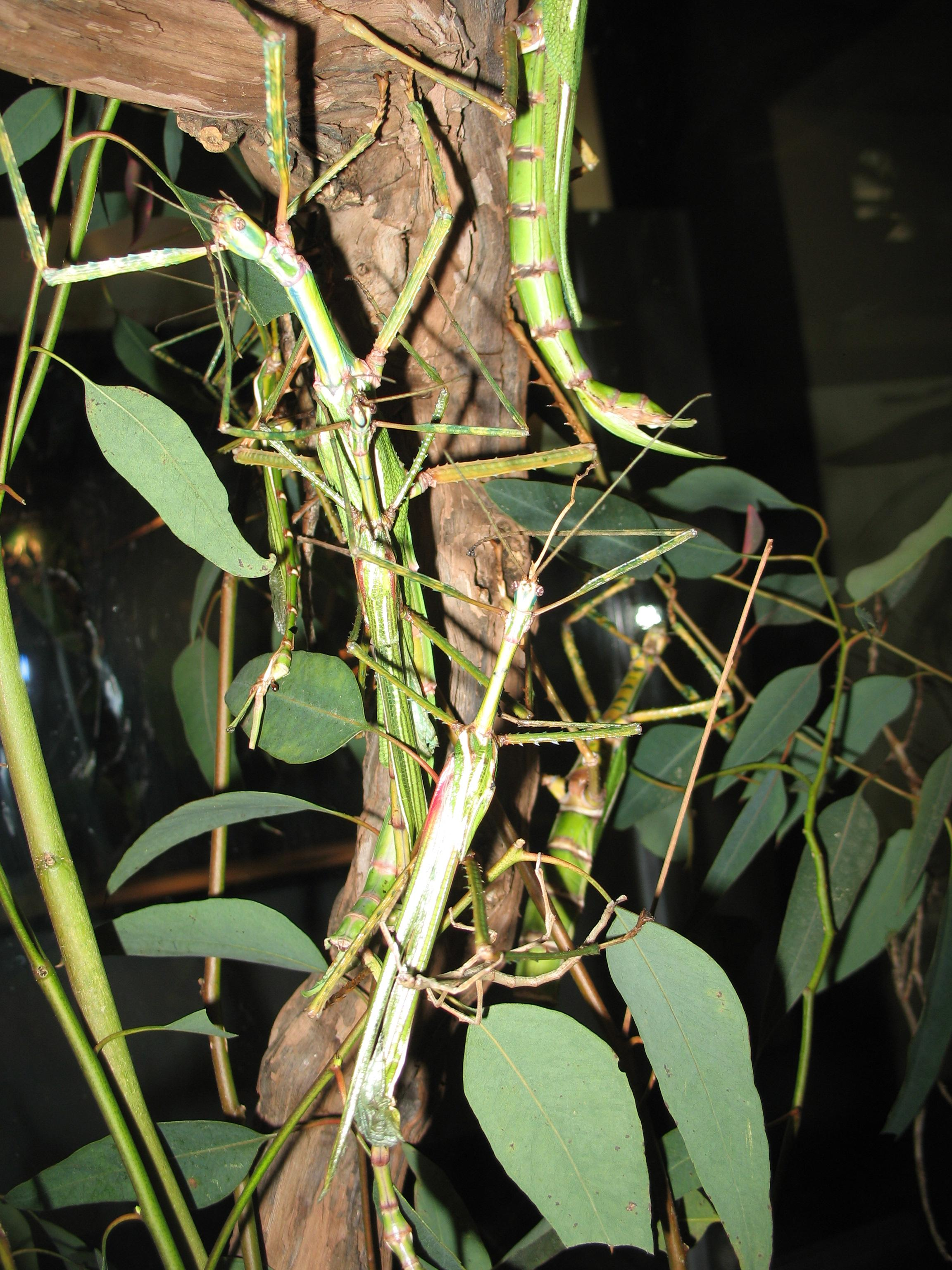
Mehrere Männchen und Weibchen und eine Nymphe an Futterpflanzen

Die Australische Riesenstabschrecke (Eurycnema goliath), die gelegentlich auch als Große Prachtstabschrecke bezeichnet wird, gehört zu den farbenprächtigsten Vertretern der Gespenstschrecken. Im englischen Sprachraum ist sie unter den Namen Goliath Stick Insect und Regal Stick Insect bekannt.

## Merkmale
Die Grundfarbe adulter Tiere ist grün. Kopf, Vorder- (Pronotum) und Mittelbrust (Mesonotum) sind gelb mit auffälligen, türkisfarbenen Längsstreifen. Die Unterseite von Mittel- und Hinterbrust (Metanotum) sowie die Schenkel und Schienen der Vorder- und Mittelbeine sind gelb mit grünen Querbinden. Die bedornten Hinterbeine und die gelenknahen Bereiche der Vorder- und Mittelbeine und deren Tarsen sind orangebraun meliert. Die hinteren Ränder der Abdominalsegmente sind rotbraun und haben insbesondere bei den Weibchen vor diesem rotbraunen noch einen weißen Bereich. Diese Zeichnung ergibt bei beiden Geschlechtern eine auffällige Querstreifung. Sowohl die kurzen Tegmina als auch die voll ausgebildeten Hinterflügel sind überwiegend grün und bei den Männchen teils mit weißen, zum Körper längs verlaufenden Abschnitten gezeichnet. Die Unterseite der Tegmina und der Costalfelder der Hinterflügel sind leuchtend rot. Die Subgenitalplatte ist beim Weibchen verlängert. Männchen werden bis zu 15 Zentimeter, Weibchen etwa 22 Zentimeter lang. Erst nach der letzten Häutung, also als Imagines, zeigen die Tiere die beschriebene Färbung. Als Nymphen sind sie beige bis braun gefärbt.

## Vorkommen und Lebensweise
Die Heimat von Eurycnema goliath ist, wie ihr deutscher Name schon sagt, Australien und hier eher der Osten und die Mitte des Kontinents. Ihre Nahrung besteht ausschließlich aus Eukalyptus und Akazie. Bei Störungen entfalten sie raschelnd ihre unterseits auffällig rot gefärbten Flügel und verteidigen sich mit den bedornten Hinterbeinen. Die Männchen fliegen oft einfach nur davon.

## Fortpflanzung
Die Weibchen schleudern im Laufe ihres etwa acht Monate andauernden Lebens bis zu 300 etwa fünf Millimeter lange, vier Millimeter breite und 30 Milligramm schwere Eier zu Boden. Nach 7 bis 15 Monaten schlüpfen daraus die Nymphen, die nach frühestens fünf Monaten adult sind.

## Systematik
Die Australische Riesenstabschrecke wurde im Jahr 1834 von George Robert Gray unter dem Namen Phasma (Diura) goliath beschrieben. Als Hololectotypus wurde ein Weibchen in Melbourne hinterlegt. Nachdem die Art in den folgenden Jahren nacheinander in die teilweise ungültigen Gattungen Cyphocrana, Acrophylla und Cyphocrania gestellt wurde, ordnete sie William Forsell Kirby 1904 schließlich der Gattung Eurycnema zu, welche schon 1838 von Jean Guillaume Audinet Serville als Untergattung zu Cyphocrana erwähnt wurde. Weitere Synonyme für die Art sind:
- Phasma (Diura) acheron Gray, G.R., 1834
- Eurycnema magnifica Kirby, 1904
- Clemacantha regale Rainbow, 1897
- Eurycnema viridissima Kirby, 1904

## Terraristik
Obwohl die Art wegen ihrer Färbung und Größe sehr begehrt ist, stellt sie den Terrarianer vor die schwierige Aufgabe regelmäßig geeignetes Futter, nämlich Eukalyptus oder Akazie zu beschaffen. Lediglich adulte Tiere können im Sommer mit dem Laub von Hasel oder Eiche ernährt werden. Im Terrarium, welches kein geschlossener Glasbehälter, sondern ein luftdurchlässiger, großer Gazekäfig (Raupenkasten) sein sollte, werden Temperaturen über 25 °C benötigt. Da weder die Futterpflanzen, noch die Tiere selbst angesprüht werden sollten und die Luftfeuchtigkeit nicht zu hoch sein darf, reicht das regelmäßige Besprühen des Bodens aus. Nur die frisch geschlüpften Nymphen benötigen eine etwas höhere Luftfeuchtigkeit.
Eingeführt wurde die Australische Riesenstabschrecke bereits mehrfach in den 1970er Jahren unter anderem aus dem Zoo Melbourne. Die Phasmid Study Group führt sie unter der PSG-Nummer 14.